# Nationaal park Band-e Amir
Het nationaal park Band-e Amir (Perzisch: بند امیر, "Dam van de Amir") is een Afghaans nationaal park, gelegen in de bergketen Hindoekoesj in het midden van het land. Het gebied ligt in de provincie Bamyan en niet ver van de beroemde Boeddha's van Bamyan.

## Geschiedenis
Het lag in de bedoeling dat Band-e Amir al in de jaren zestig van de twintigste eeuw het eerste nationale park van Afghanistan zou worden, maar door de instabiliteit van de toenmalige regering werden de plannen toen niet gerealiseerd. In 2004 werd het gebied voorgedragen voor de Werelderfgoedlijst. In 2008 werd het gebied uiteindelijk alsnog het eerste nationale park van het land.
In 2023 verordende het ministerie voor Bevordering van Deugd en Preventie van Zedeloosheid dat vrouwen niet langer toegang hebben tot dit nationaal park.

## Beschrijving
Het park kent door zijn hoogte van ongeveer 2900 meter een subarctisch klimaat met koele zomers en erg koude winders.
In het park liggen zes meren:
- Band-e Gholaman (slaven)
- Band-e Qambar (de slaaf van kalief Ali)
- Band-e Haibat (grandioos)
- Band-e Panir (kaas)
- Band-e Pudina (wilde munt)
- Band-e Zulfiqar (het zwaard van Ali)

## Fauna
Het park is aangewezen als Important Bird Area door BirdLife International vanwege het belang voor een significante populatie van de Afghaanse sneeuwvink (Pyrgilauda theresae), Himalayaberghoen (Tetraogallus himalayensis), rode bergvink (Rhodopechys sanguineus), sneeuwvink (Montifringilla nivalis) en Tibetaanse leeuwerik (Calandrella acutirostris). Andere broedvogels in het gebied zijn onder andere Barbarijse valk (Falco pelegrinoides), citroenkwikstaart (Motacilla citreola), Indische lannervalk (Falco jugger), oehoe (Bubo bubo), sinaïroodmus (Carpodacus synoicus) en steenortolaan (Emberiza buchanani). In het park worden ook moeflons (Ovis orientalis), Siberische steenbokken (Capra sibirica) en wolven (Canis lupus) aangetroffen.

## Foto's

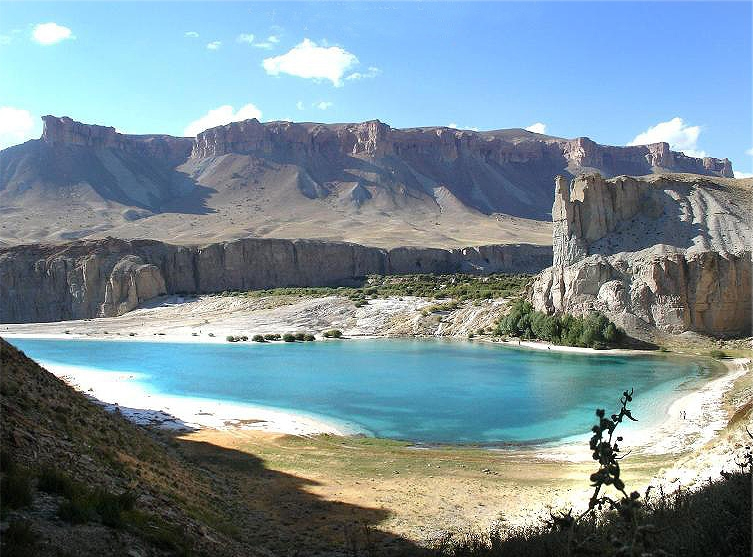
Het meer Band-e Panir
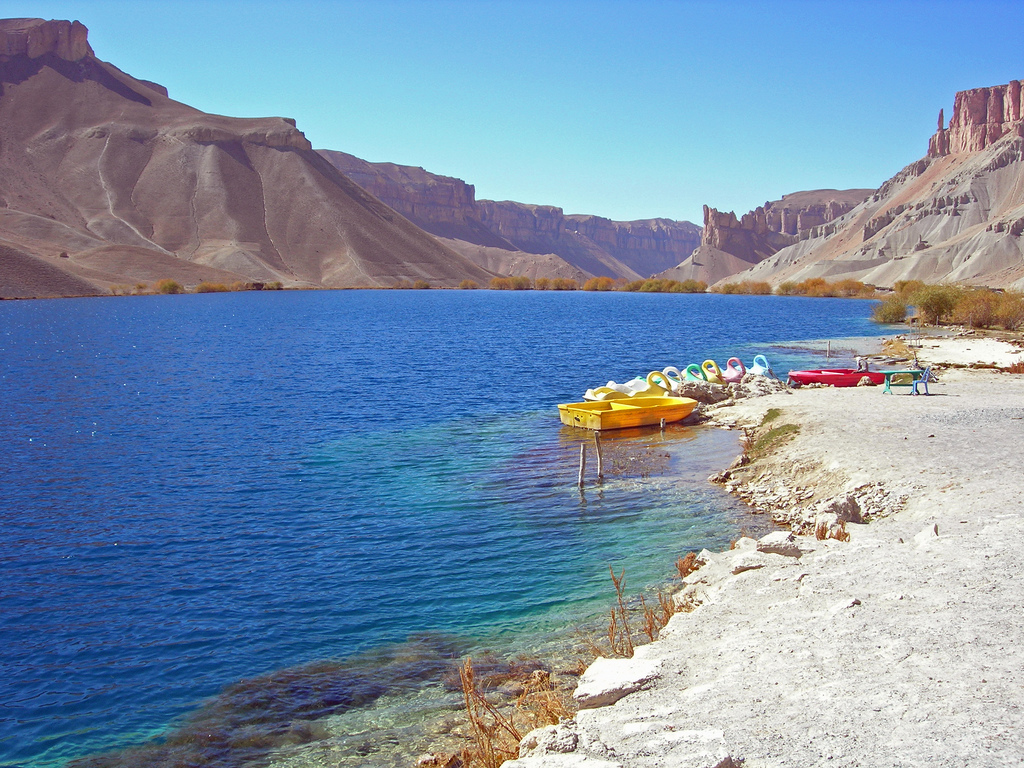
Een ander meer in het park
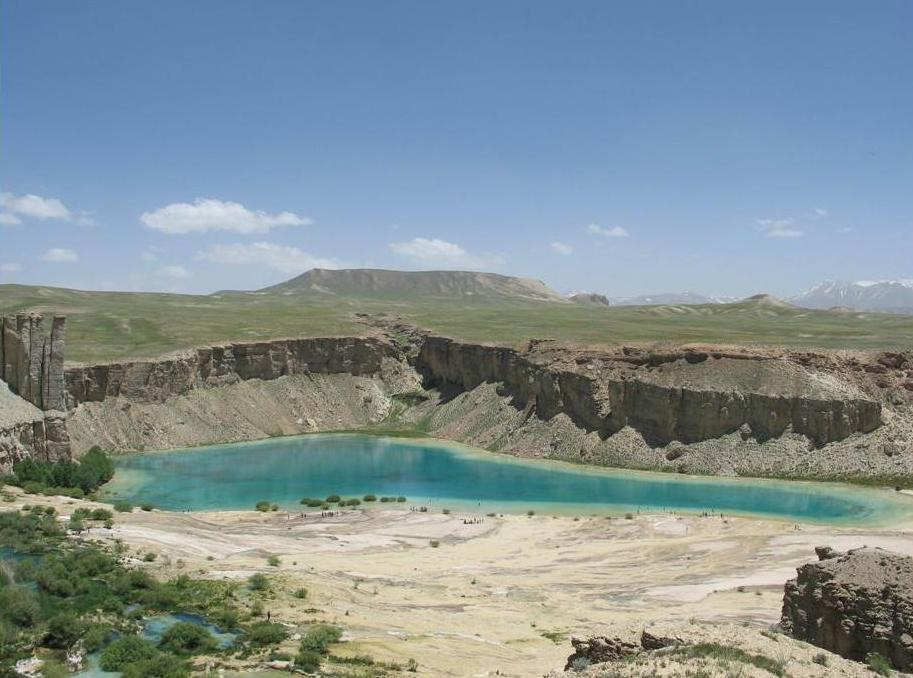
Nog een meer
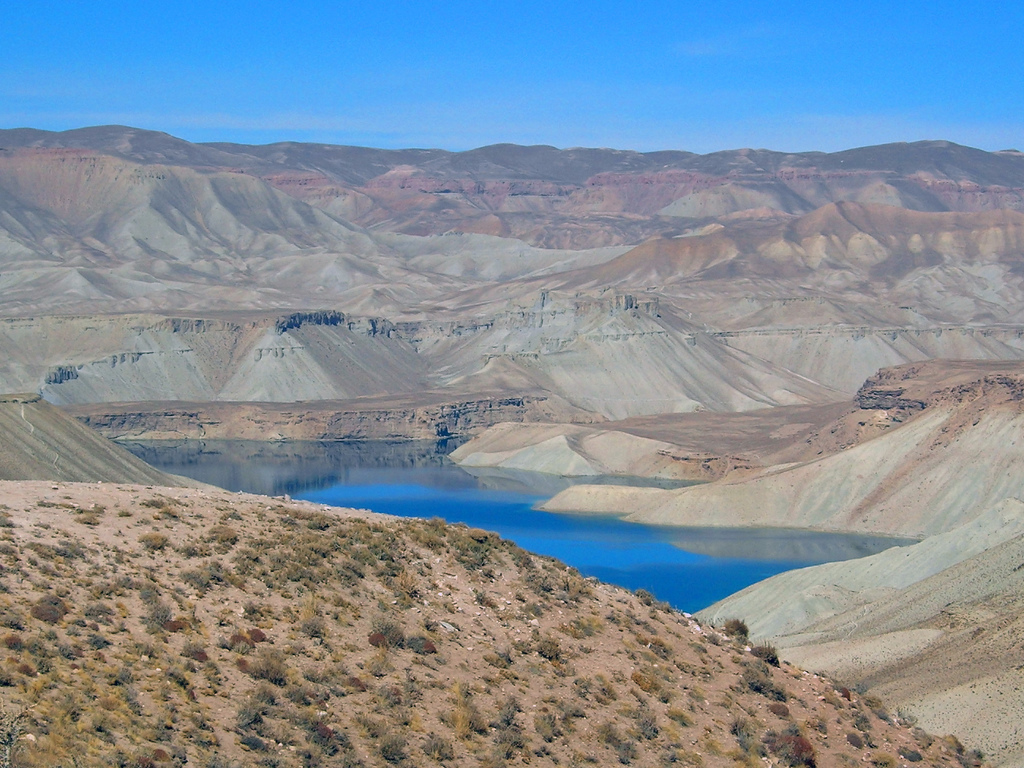
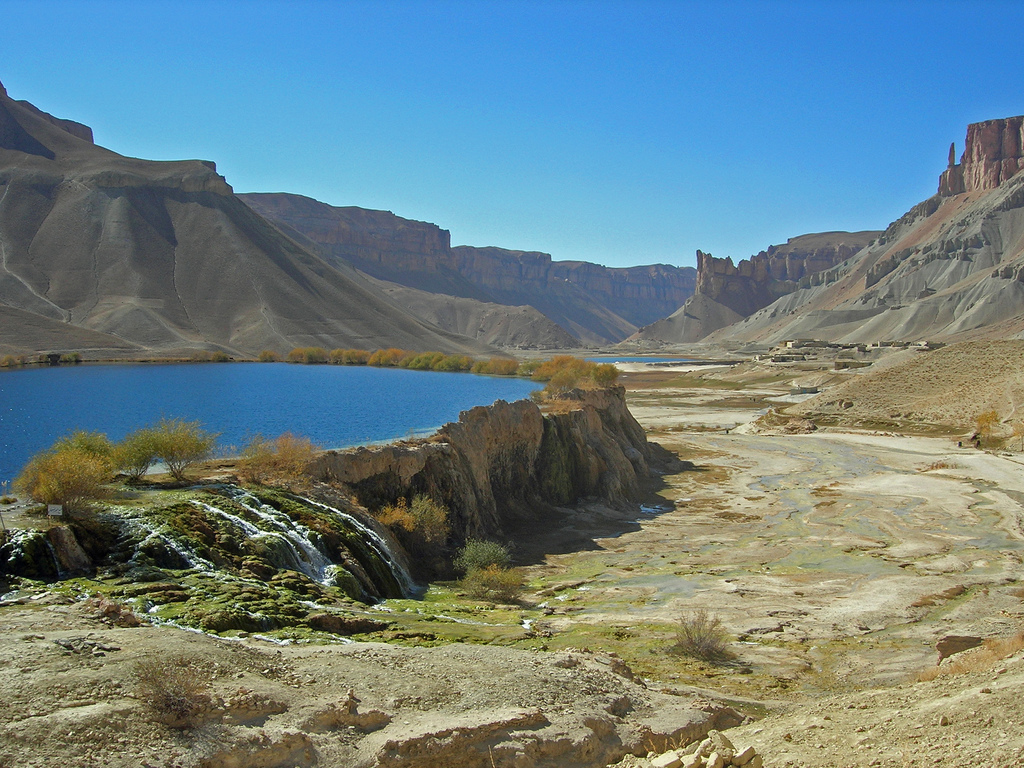
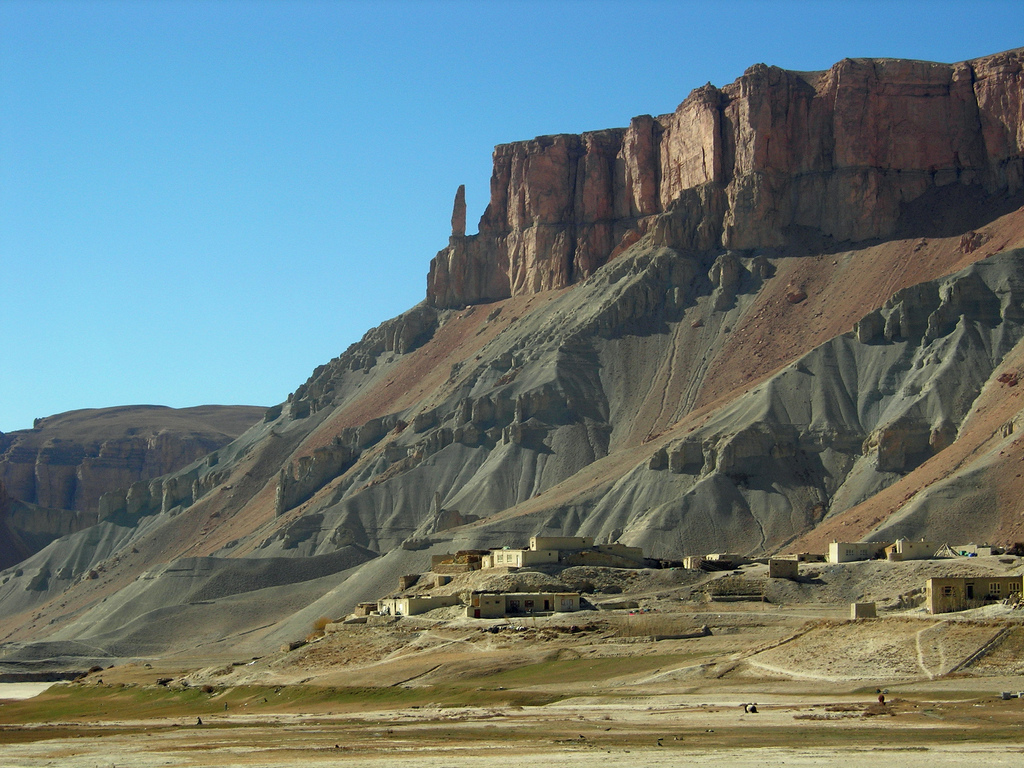
Berglandschap
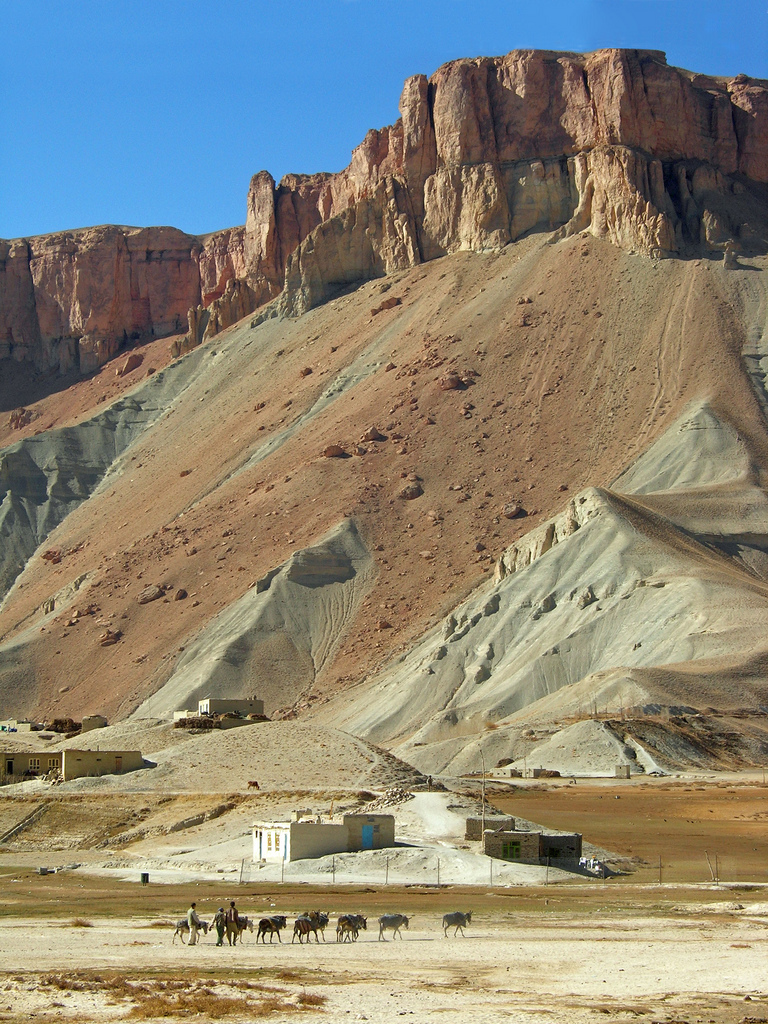
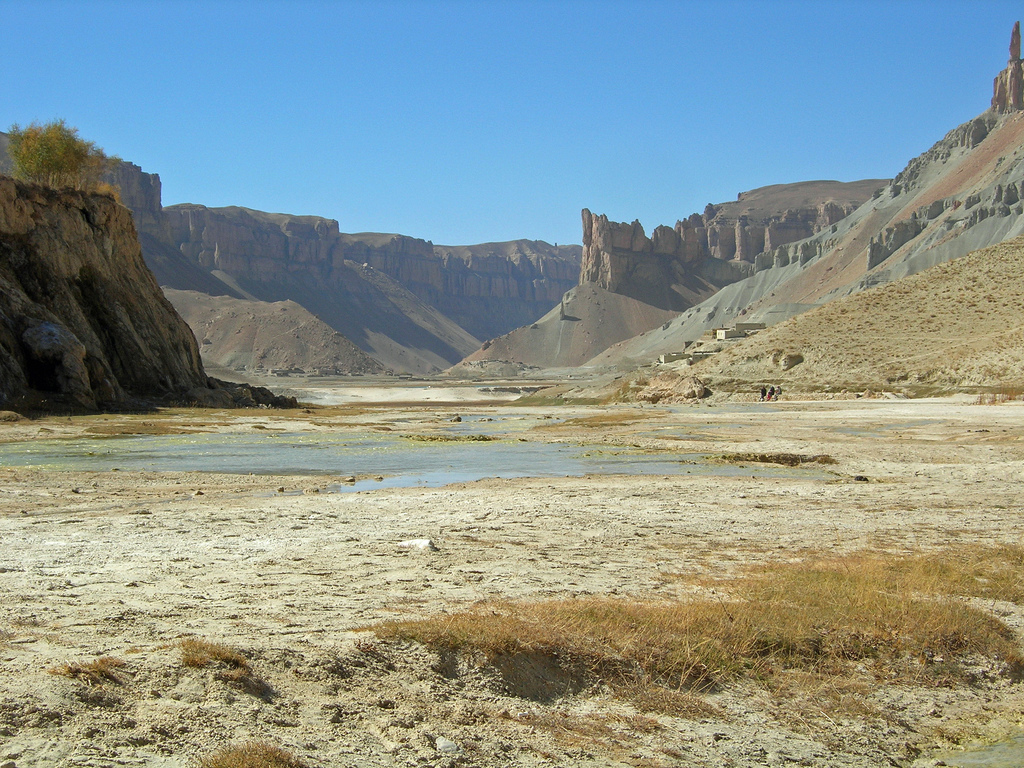
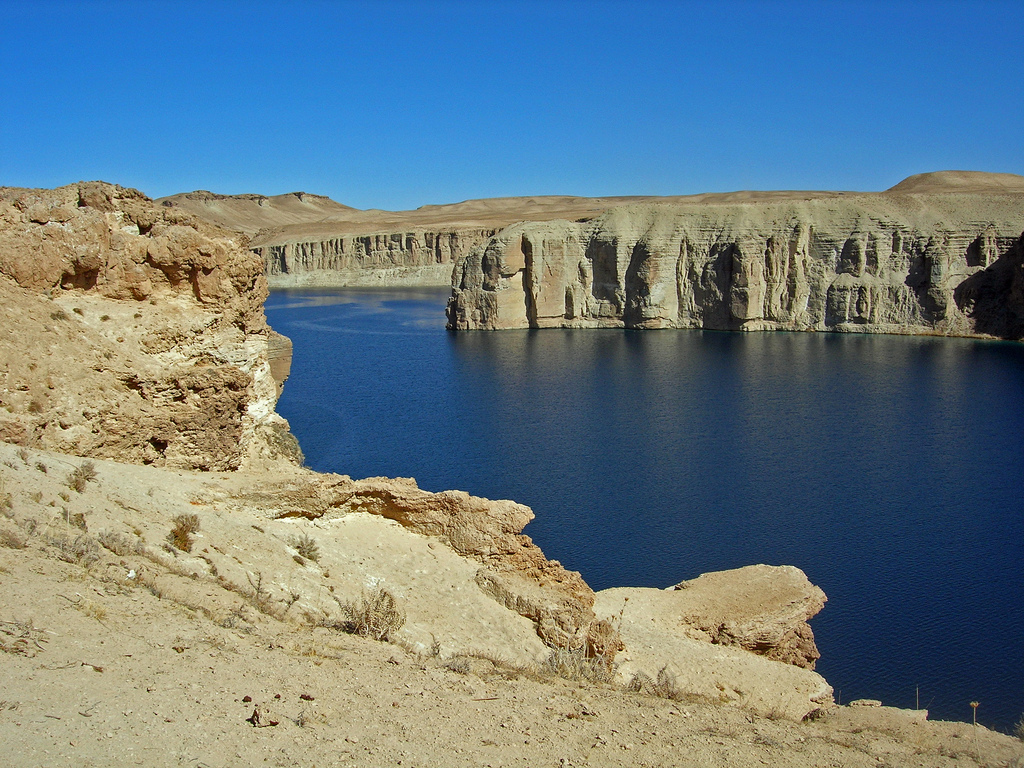